# Convento de los Capuchinos (Sintra)

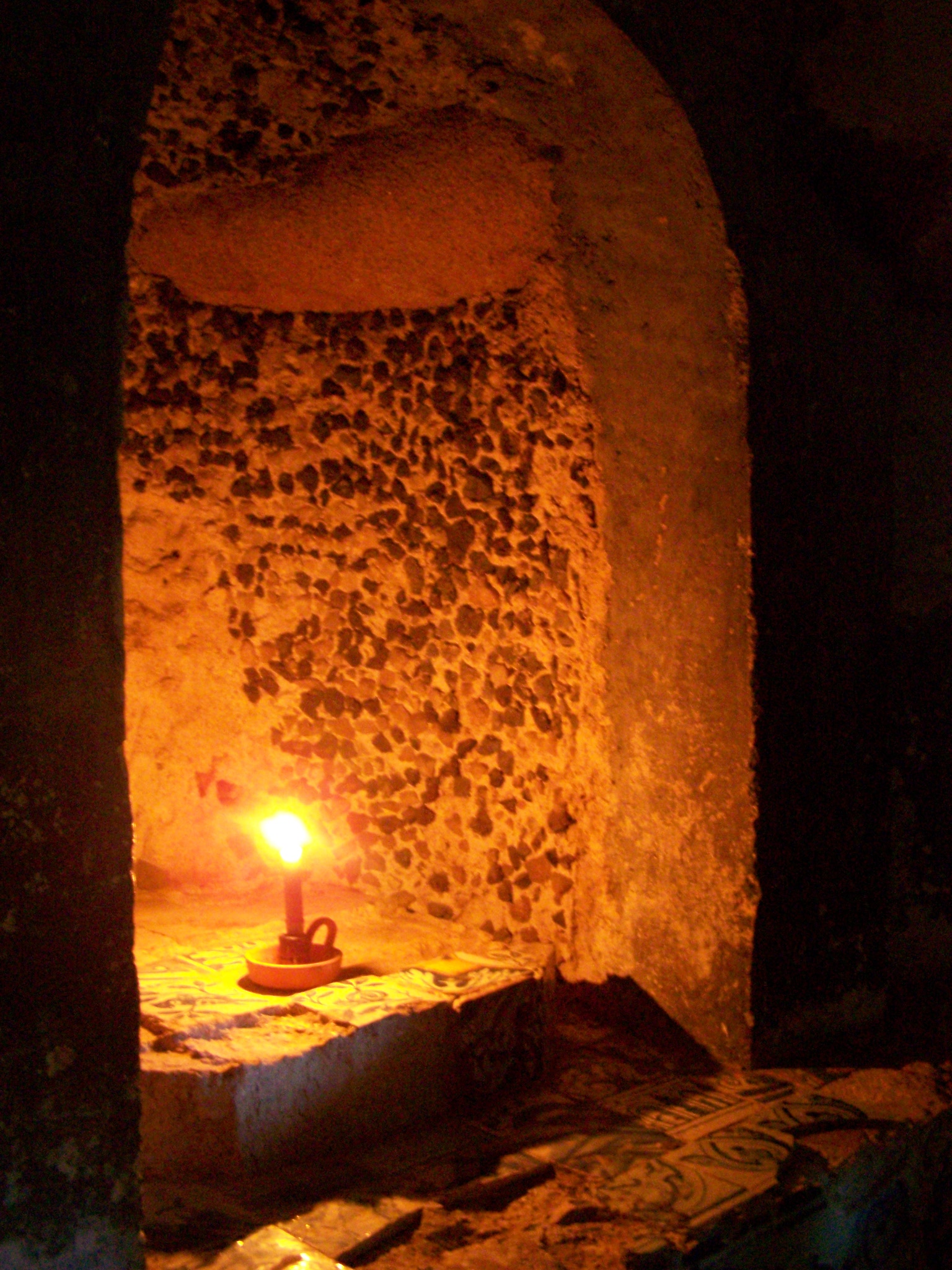
Convento de los Capuchinos, Sala del Capítulo.

El Convento de los Capuchinos (en portugués: Convento dos Capuchos) de la Sierra de Sintra, cuyo nombre original es Convento da Santa Cruz,  se encuentra en la villa de Sintra, freguesia de São Pedro de Penaferrim, concejo de Sintra, en el distrito de Lisboa, Portugal. 

## Historia
Fue fundado por Álvaro de Castro, hijo del virrey de la India, João de Castro, en 1560. Se encuentra en la localidad de Sintra en el Distrito de Lisboa, Portugal. Su historia se encuentra envuelta en misterio, que se remonta por lo menos hasta el año en que se decidió su construcción. Dice la leyenda que el noble se había perdido en la sierra durante la búsqueda de un venado, quedándose dormido bajo unas rocas. En sueños le fue comunicada la necesidad de construir un templo cristiano en la zona. 
João de Castro murió antes de la construcción del convento, pero su hijo honró la voluntad de su padre y mandó construirlo. 
En él habitaron sucesivas comunidades de frailes franciscanos, dedicados al trabajo interior. La primera comunidad estuvo compuesta por ocho frailes, siendo el más conocido de todos Fray Honorio (nombre que pudo ser adoptado después de su entrada en la comunidad), que de acuerdo con la leyenda vivió casi cien años a pesar de haber habitado los últimos 30 años de su vida en una gruta dentro de los muros del convento, cumpliendo penitencia. 
En 1834 con la extinción de las órdenes monásticas en Portugal, la comunidad de religiosos franciscanos se vio obligada a dejar el convento. El espacio fue adquirido por el Vizconde de Monserrate y más tarde en 1949 pasó a ser propiedad del Estado portugués. Desde esa época comenzó una degradación material. El convento se encuentra hoy en día en ruinas, pero la gestión de la empresa "Parques de Sintra, Monte da Lua, S.A.", tiene como uno de los objetivos centrales de su explotación la recuperación de este espacio.

## Características
En la construcción de este convento la pobreza fue lleva al extremo. El conjunto de edificios posee un área muy reducida y varias de sus celdas tienen puertas de altura inferior a la de un hombre, de tal modo que es necesario agacharse para poder entrar. Los elementos decorativos son escasos, siendo reducidos al mínimo. En el refectorio existe una enorme losa de piedra a modo de mesa, donada por Enrique I de Portugal.
Después de una visita al convento en 1581, Felipe I de Portugal había comentado: "De todos mis reinos, hay dos lugares que estimo mucho, el Escorial por ser rico y el Convento de Santa Cruz por ser pobre".

## Cronología[1]
- 1560 - Es mandado construir el convento por D. Álvaro de Castro;
- 1834 - Extinción de las órdenes religiosas en Portugal;
- 1873 - Adquisición por la familia Cook;
- 1949 - Adquisición por el Estado portugués;
- 1995 - La serra de Sintra, donde se encuentra el Convento de los Capuchinos, es nombrada por la UNESCO como Paisaje Cultural, Patrimonio de la Humanidad.